# Escrita caiti
Caiti (कैथी, Kaithi), também chamada "Kayathi" ou "Kayasthi", é uma histórica escrita abugida que foi muito usada no noroeste da Índia, em Oude e em Biar, para escrever as línguas angika, awhadi, boiapuri, magaí, maitili e urdu. Seu uso ocorreu entre os séculos XVI e XX com objetivos legislativos, administrativo e de registros pessoais.

Caiti manuscrita

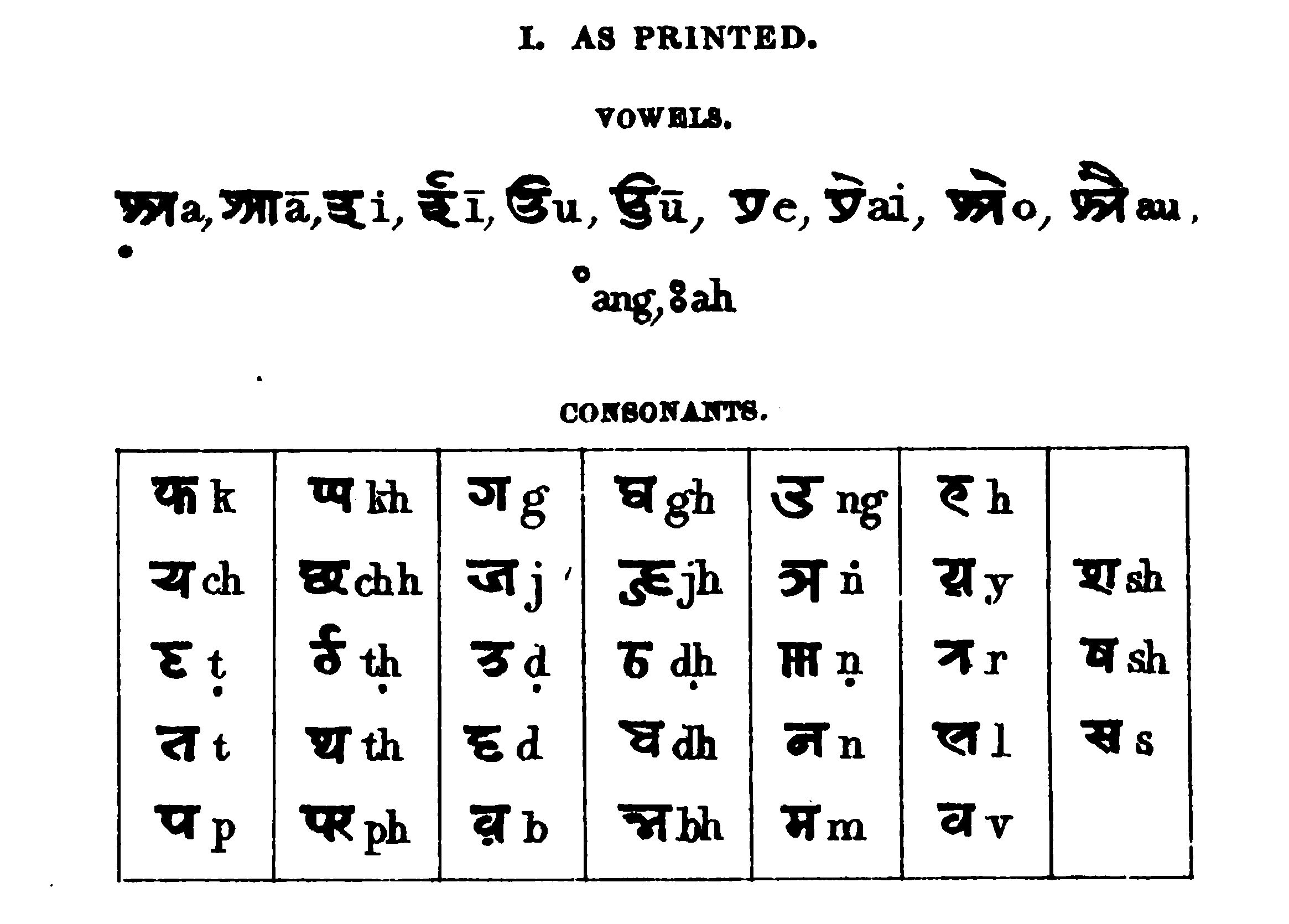
Forma impressa da escrita caiti de meados do século XIX

## Etimologia
O nome da escrita caiti se originou de Caiasta, um grupo social da Índia tradicionalmente constituído por escribas . Essa comunidade tinha uma relação muito próxima com as cortes dos principles e como governo colonial britânico do norte da Índia. Seu trabalho era de escrever e guardar registros de transações diversas,, títulos, documentos legais, correspondência em geral, procedimentos nas cortes reais, etc. A escrita recebeu tal nome por ser usada por esses escribas, pois assim como a escrita brami fora desenvolvida pelos brâmanes, a caiti foi criada pelos caiastas.

## História
Documentos escritos em caiti datam desde o século XVI. Foi usada durante o período do Império Mogol. Nos anos 1880, a Índia Britânica oficializou a escrita para cortes de justiça em Biar. Mesmo sendo então, a escrita caiti muito mais usada em algumas áreas do que a Nagari, ela foi perdendo prestígio para essa última como escrita oficialmente escrita.

## Unicode
Em setembro de 2009, a escrita caiti foi incluída no Padrão Unicode - release of version 5.2. Seu Bloco Unicode é U+11080–U+110CF. 